# Robert Uibe
Robert Uibe (* 15. Januar 1851 in Pouch, Anhalt; † zwischen 1893 und 1896) war ein deutscher Orgelbauer in Schlaben, heute Neuzelle, in der Niederlausitz.

## Leben
Der Vater Carl Uibe war Instrumentenmacher in Pouch bei Bitterfeld. Richard Uibe (1852–1912), Lehrer und Organist in Seese und Lübbenau , war wahrscheinlich ein Bruder.
Robert Uibe war bei Wilhelm Sauer in Frankfurt (Oder) in der Zinnwerkstatt tätig. Seit etwa 1879 war er selbstständiger Orgelbauer in Schlaben (heute Neuzelle). Gustav Heinze arbeitete von 1889 bis 1892 bei ihm. Von 1893 sind letzte Orgelarbeiten von Robert Uibe bekannt. 1897 war er verstorben.
Robert Uibe war mit Emilie Finke verheiratet. Sie hatten sechs Kinder.

## Werke (Auswahl)
Carl Robert Uibe baute etwa 18 Orgeln, vor allem in der  Niederlausitz, zwei in der Neumark, und führte Umbauten und Reparaturen durch. Einige Orgeln sind erhalten.
| Jahr      | Opus | Ort                                          | Gebäude                   | Bild | Manuale | Register | Bemerkungen                                                             |
| --------- | ---- | -------------------------------------------- | ------------------------- | ---- | ------- | -------- | ----------------------------------------------------------------------- |
| 1879      | 1    | Hindenberg                                   | Dorfkirche                |      | I/P     | 7        | erhalten                                                                |
| 1880      | 2    | Bischdorf                                    | Dorfkirche                |      | I/P     | 6        | erhalten                                                                |
| um 1880   |      | Neupetershain                                | Dorfkirche                |      |         |          | nicht erhalten                                                          |
| 1881      |      | Görsdorf bei Beeskow                         | Dorfkirche                |      | I/P     | 5        | erhalten?                                                               |
| 1884–1885 |      | Schlabendorf                                 | Dorfkirche                |      | II/P    | 11       | erhalten?                                                               |
| 1886      |      | Bronkow                                      | Dorfkirche                |      | I/P     | 4        | 2015 Restaurierung durch Mike Zuber                                     |
| 1888      |      | Tornow, Neumark, heute Tarnawa               | Dorfkirche                |      | I/P     | 6        | erhalten?                                                               |
| 1888      |      | Kahren                                       | Dorfkirche                |      | II/P    | 11       | nicht erhalten                                                          |
| 1888      | 12   | Walddrehna                                   | Dorfkirche                |      | I/P     | 4        | 1992/93 Restaurierung                                                   |
| 1890      | 13   | Stöbritz                                     | Dorfkirche                |      | I/P     | 8        | erhalten                                                                |
| 1890      | 14   | Greifenhain                                  | Dorfkirche                |      | II/P    | 11       | erhalten                                                                |
| 1887      | 15   | Kalkwitz                                     | Dorfkirche                |      | II/P    | 11       | nicht erhalten                                                          |
| 1890      | 16   | Schlaben, heute Neuzelle                     | Kirche zum Heiligen Kreuz |      | II/P    | 19       | in Gehäuse von Tamitius von 1730, 1958 Änderungen durch Sauer, erhalten |
| 1890      | 17   | Allmosen                                     | Dorfkirche                |      | I/P     | 7        | erhalten                                                                |
| 1892      | 18   | Großkrausnik                                 | Dorfkirche Großkrausnik   |      | I/P     | 7        | erhalten                                                                |
| 1891      |      | Friedersdorf bei Sorau, heute Biędrzychowice | Dorfkirche                |      | II/P    | 9        | erhalten?                                                               |
| ?         |      | Rehnitz, Neumark, heute Renice               | Dorfkirche                |      | I/P     | 6        | erhalten?                                                               |

Weitere Arbeiten
| Jahr    | Ort   | Gebäude     | Bild | Manuale | Register | Bemerkungen                                                       |
| ------- | ----- | ----------- | ---- | ------- | -------- | ----------------------------------------------------------------- |
| 1884/85 | Calau | Stadtkirche |      | II/P    | 24       | umfassender Umbau der Orgel von 1676 von Tamitius, nicht erhalten |